# Vittorio Umberto Fantucci
Vittorio Umberto Fantucci (Venezia, 5 febbraio 1883 – Venezia, 11 febbraio 1957) è stato un ingegnere e politico italiano.

## Biografia
Figlio di un operaio, si è mantenuto agli studi col lavoro, studiando Fisica all'Università degli Studi di Padova, laureandosi nel luglio 1909, e continuando con Ingegneria, conseguendo la seconda laurea nell'agosto 1914. Fino alla Prima guerra mondiale non ha mai svolto alcuna attività politica. Dopo il conflitto, dal quale torna decorato di croce di guerra, si dedica principalmente alla sua professione ed entra a far parte dell'associazione degli ex combattenti. Aderisce inizialmente al fascio di Venezia, dal quale si distacca quasi subito per la tendenza inizialmente repubblicana del movimento fascista, e aderisce a L'Alleanza Nazionale, associazione interpartitica della città che riunisce i cittadini che, recita l'art. 2 dello statuto, "vogliono la disciplina [e] l'ordine civile".
In occasione della marcia su Roma non vi prende parte e svolge azione di collegamento tra il locale console della milizia e la prefettura cittadina. Dopo la nomina di Mussolini a capo del governo viene chiamato a presiedere la Commissione reale per l'amministrazione della provincia di Venezia. In questo ruolo assume da subito una posizione nettamente contraria agli interessi finanziari del cosiddetto "gruppo veneziano" (Cini-Volpi), che sostiene le ragioni della Società Veneta per le imprese e costruzioni pubbliche per la costruzione della tratta ferroviaria da Mestre a Piove di Sacco, tronco dell'attuale ferrovia Adria-Mestre; tale contrasto è dettato non tanto dagli interessi speculativi dei sostenitori della linea, quanto da argomentazioni di natura tecnica sull'inopportunità della spesa a carico dell'ente provinciale, e se non ne blocca la costruzione la ritarda fino al 1928-1929.
Questo e ulteriori contrasti, sempre di natura economica, portano alla sua rimozione dall'incarico nel 1926, e per circa due anni torna a svolgere la sua professione. Nel 1928, a seguito dell'istituzione dei sindacati professionali fascisti, viene chiamato a presiedere quello degli ingegneri, e più o meno contemporaneamente il podestà di Venezia, Pietro Orsi, lo chiama a far parte della consulta comunale.
La nomina a deputato nel 1929 è finalizzata alla sua competenza professionale su una serie di opere pubbliche per le comunicazioni di Venezia (strade, ferrovie, etc), ma ancora una volta si pone in scontro con gli interessi del gruppo veneziano, al punto che si fa ricevere personalmente da Mussolini allo scopo di perorare la necessità di una legge speciale apposita in luogo della convenzione esistente tra il gruppo e il governo. L'idea di affidare le opere ad una gara pubblica e relativa aggiudicazione, sostenuta con tenacia, vince le pressioni contrarie di Giuseppe Volpi e porta alla firma di una convenzione tra Stato e comune per la costruzione del Ponte della Libertà. Dopo tale firma rinuncia ad ulteriori interventi per i livelli di scontro sempre più alti e si dedica con maggior cura all'attività parlamentare, dove si occupa principalmente del lato tecnico dei nuovi impianti industriali. Non rinuncia tuttavia ad interessarsi dei problemi dei lavoratori di Venezia contro gli interessi industriali presentando varie interrogazioni sulla prospettata chiusura della Società per Azioni Fabbriche Riunite Fiammiferi, azienda tra le più importanti d'Italia e d'Europa in questo campo, con licenziamento in tronco dei suoi operai. Attraverso una lunga battaglia parlamentare riesce ad ottenere dal Ministero delle finanze l'accentramento dell'intera produzione italiana di fiammiferi svedesi in tale stabilimento, accentramento che non ha poi luogo a causa della fine della legislatura e di atteggiamenti interessati del governo.
A seguito di queste azioni nella successiva legislatura viene assegnato alla corporazione del vetro e della ceramica, settore in cui non può esplicare una vera attività esulando dalle sue competenze. L'unica azione di rilievo è un'interrogazione contro l'istituzione del casinò di Venezia, messa subito a tacere da Mussolini che nel frattempo aveva dato via libera all'operazione.
Negli anni seguenti, da deputato, consigliere nazionale e senatore, si è dedicato ad atti di ordinaria amministrazione (principalmente relatore di proposte), e nei limiti del possibile ha dato la precedenza al suo studio professionale e alla presidenza della sede veneziana dell'Istituto fascista delle case popolari, dal quale può promuovere la costruzione di alloggi per la classe lavoratrice. Dopo l'8 settembre rifiuta di aderire alla Repubblica Sociale Italiana e partecipa ad un tentativo di iniziativa politica tra i partiti antifascisti stroncato dalle autorità repubblichine appena costituite. Sottoposto a procedimento di epurazione viene tuttavia riconosciuto come un sostenitore del fascismo e dichiarato decaduto dalla carica di senatore con sentenza del 31 ottobre 1945, confermata dalla Cassazione l'8 luglio 1948.